# Alimentation complémentaire
Ne doit pas être confondu avec Complément alimentaire.

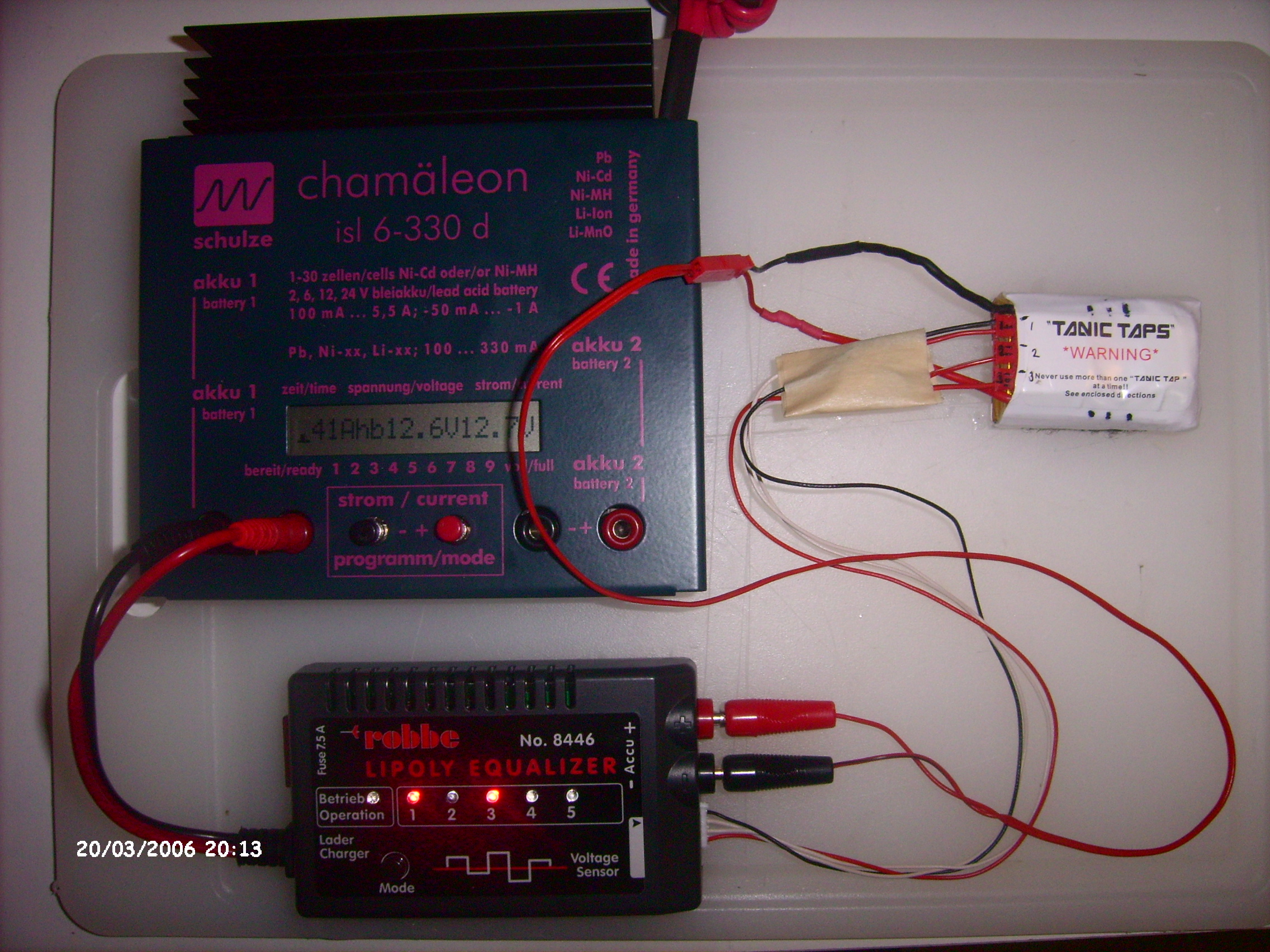
Alimentation complémentaire

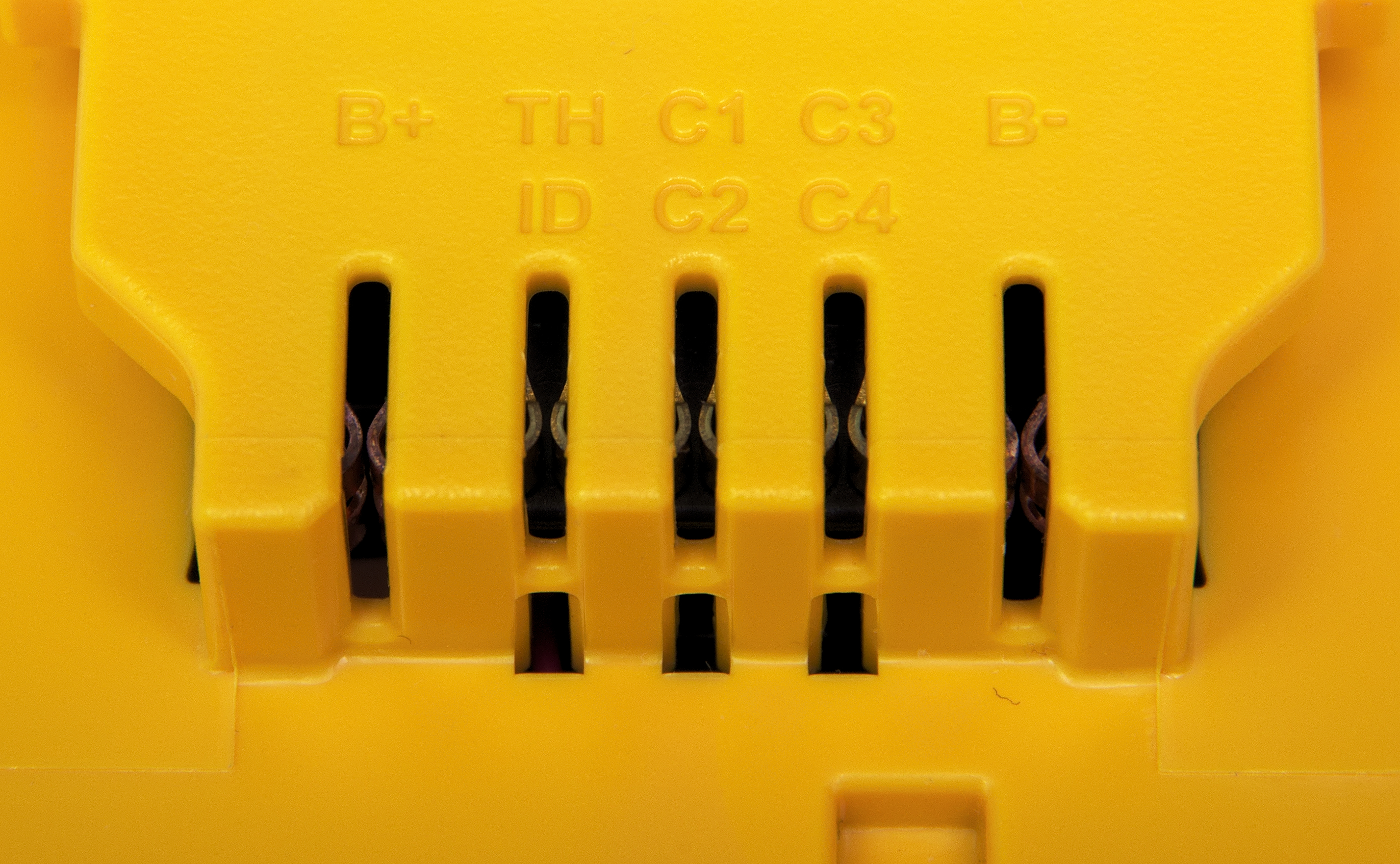
Contacts sur la batterie d'un outil électrique DeWalt 20V Max (18V XR en Europe). Les contacts C1 – C4 sont branchés sur les piles et sont utilisés par le chargeur pour compléter les piles.

Une alimentation complémentaire est une technique visant à améliorer la capacité (ou autonomie) d'un ensemble de piles (généralement branchées en série) et à augmenter la longévité de chaque pile.
Une  alimentation d'appoint est un appareil électrique venant compléter une ou plusieurs piles. On trouve souvent des alimentations d'appoint dans les piles lithium-ion pour ordinateurs portables et véhicules électriques, etc.

## Logique sous-jacente
Les piles faisant partie d'un kit de piles ont naturellement un niveau d'autonomie quelque peu différent et, lorsqu'elles se déchargent ou sont rechargées, leur niveau de charge (SOC en anglais) peut être différent. Les différents niveaux d'autonomie sont dues aux différences rencontrées lors de leur fabrication, de leur montage (les piles provenant d'une certaine production sont mélangées à d'autres par exemple), à leur vieillissement, à des impuretés ou à leur exposition [certaines piles peuvent être exposées à la chaleur provenant de moteurs, d'appareils électroniques (etc.)], et ces différences peuvent être plus importantes en raison des appareils branchés agissant à titre de parasites, notamment les circuits de surveillance des piles que l'on rencontre souvent dans un système de contrôle des piles d'accumulateurs (BMS en anglais).